# Морквинская волость
 Морквинская волость — административно-территориальная единица Новооскольского уезда Курской губернии.

## Селения волости в 1850 году
- слобода Морквина — 419 мужчин, 330 мужчин, во владении Федора Раевского, 89 м — Веры Поповой
- хутор Александрет (х. Бородин) — 124 мужчины, владелица Любовь Веригина.
- деревня Раевка (х. Раевка) — 105 мужчин, во владении Федора Терентьева
- сельцо Бородино (х. Бородин) — 102 мужчины, во владении Михаила Щербинина
- деревня Окуни (с. Окуни) — 79 мужчин, во владении Федора Терентьева
- слобода Новофедоровка — 70 мужчин, во владении Федора Терентьева
- село Гнилое (с. Окуни) — 60 мужчин, 34 м — Александра Ареньева, 19 м — Федора Терентьева, 7 м — Анны Терентьевой
- село Дмитриевское — 53 мужчины, владелица Вера Попова
- хутор Красовка (п.Чернянка) — 44 мужчины, 40 м — наследники Хитрово, 4 м — Прасковья Беккер

## Селения волости в 1877 году
По состоянию на 1877 год — состояло из 12 селений, 11 сельских обществ, 11 общин, 688 дворов, 4212 жителей.
- слобода Морквина (в настоящее время п. Чернянка) — 808 жителей в 136 дворах, волостное правление, до уездного города 20 верст, православная церковь, школа, сукновальня, 2 лавки
- деревня Окуни (с. Окуни) — 643 ж. в 99 дв., лавка, постоялый двор
- слобода Раевка (х. Раевка) — 635 ж. в 106 дв.
- хутор Большой (с. Большое) — 642 ж. в 89 дв. лавка
- село Гнилое (с. Окуни) — 281 ж. в 73 дв., православная церковь
- деревня Морквино (п. Чернянка)
- деревня (в 1862 г. — хутор) Красовка или Малая Чернянка (п. Чернянка)

## Карты
Карта Морквинской волости 1785 г.